# Marathon van Rome 1988
De marathon van Rome 1988 werd gelopen op zondag 25 april 1988. De wedstrijd was een voorloper van de jaarlijkse marathon van Rome.
De Keniaan Sam Ngatia was bij de mannen het snelst; hij finishte in 2:16.46. Hij bleef hiermee de Italiaan Osvaldo Faustini slechts negen seconden voor. De Italiaanse Fabiola Paoletti won de wedstrijd bij de vrouwen in 2:48.45.
In totaal finishten er 866 lopers, waarvan 830 mannen en 36 vrouwen.

## Uitslagen
Mannen
| rang   | naam                | land | tijd    |
| ------ | ------------------- | ---- | ------- |
| Goud   | Sam Ngatia          | KEN  | 2:16.46 |
| Zilver | Osvaldo Faustini    | ITA  | 2:16.55 |
| Brons  | Driss Lakkim        | MAR  | 2:17.41 |
| 4      | Salvatore Bettiol   | ITA  | 2:17.57 |
| 5      | Giuseppe Pambianchi | ITA  | 2:19.01 |

Vrouwen
| rang   | naam                   | land | tijd    |
| ------ | ---------------------- | ---- | ------- |
| Goud   | Fabiola Paoletti       | ITA  | 2:48.45 |
| Zilver | Gabriella Stramaccioni | ITA  | 2:51.11 |

1982 ·
1983 ·
1984 ·
1985 ·
1986 ·
1987 ·
1988 ·
1989 ·
1990 ·
1991 ·
1995 ·
1996 ·
1997 ·
1998 ·
1999 ·
2000 ·
2001 ·
2002 ·
2003 ·
2004 ·
2005 ·
2006 ·
2007 ·
2008 ·
2009 ·
2010 ·
2011 ·
2012 ·
2013 ·
2014 ·
2015 ·
2016 ·
2017